# Malpas (Doubs)
Malpas ist eine französische Gemeinde mit 287 Einwohnern (Stand: 1. Januar 2022) im Département Doubs in der Region Bourgogne-Franche-Comté.

## Geographie
Malpas liegt auf 928 m über dem Meeresspiegel, etwa zehn Kilometer südsüdwestlich der Stadt Pontarlier (Luftlinie). Das Dorf erstreckt sich im Jura, im Haut-Doubs, in einer Längsmulde, die durch einen Höhenrücken vom östlich gelegenen Lac de Saint-Point getrennt ist, südlich der Montagne du Laveron.
Die Fläche des 5,78 km² großen Gemeindegebiets umfasst einen Abschnitt des französischen Juras. Der zentrale Teil des Gebietes wird von der rund 2 km breiten Längsmulde von Malpas eingenommen, die auf durchschnittlich 920 m liegt und gemäß der Streichrichtung des Faltenjuras in dieser Region in Richtung Südwest-Nordost orientiert ist. In geologisch-tektonischer Hinsicht bildet sie eine Synklinale. In einer Senke nördlich des Dorfes befindet sich der kleine Moorsee Lac de Malpas. Entwässert wird das Gebiet durch einen kurzen Seitenbach nach Nordosten zum Doubs, während der südwestliche Teil im Einzugsgebiet des Drugeon liegt. Nach Osten erstreckt sich das Gemeindeareal auf den angrenzenden, bewaldeten Höhenrücken von Bois du Chablay und Bois du Lac. Hier wird mit 985 m die höchste Erhebung von Malpas erreicht.
Zu Malpas gehört der Weiler Petit Malpas (920 m) westlich des Lac de Malpas. Nachbargemeinden von Malpas sind La Planée und Oye-et-Pallet im Norden, Les Grangettes und Saint-Point-Lac im Osten, Labergement-Sainte-Marie im Süden sowie Vaux-et-Chantegrue im Westen.

## Geschichte
Im Mittelalter gehörte Malpas zur Herrschaft Pontarlier. Seit der Zeit der Französischen Revolution bildeten Grand Malpas und Petit Malpas die Gemeinde Malpas. Im Jahr 1973 fusionierte Malpas mit Vaux-et-Chantegrue zur neuen Gemeinde Vaux-et-Chantegrue-Malpas. Diese Fusionsgemeinde hatte jedoch nur elf Jahre Bestand bis sich Malpas 1984 wieder loslöste und seither eine eigenständige Gemeinde ist. Heute ist Malpas Mitglied des Gemeindeverbandes Lacs et Montagnes du Haut-Doub.

## Sehenswürdigkeiten
Am südlichen Ortsrand von Petit Malpas steht die dreischiffige Kirche der Darstellung Mariens (Église de la Présentation-de-Notre-Dame), die 1726 bis 1728 erbaut und 2003 letztmals umfassend restauriert wurde. Sie weist im Innern reiche Holzschnitzarbeiten auf.

## Bevölkerung
| Jahr                       | 1962 | 1968 | 1975 | 1982 | 1990 | 1999 | 2006 | 2018 |
| Einwohner                  | 99   | 89   | 118  | 136  | 151  | 147  | 186  | 282  |
| Quellen: Cassini und INSEE |      |      |      |      |      |      |      |      |

Mit 287 Einwohnern (1. Januar 2022) gehört Malpas zu den kleinen Gemeinden des Départements Doubs. Nachdem die Einwohnerzahl in der ersten Hälfte des 20. Jahrhunderts deutlich abgenommen hatte (1881 wurden noch 185 Personen gezählt), wurde seit Beginn der 1970er Jahre wieder ein Bevölkerungswachstum verzeichnet.

## Wirtschaft und Infrastruktur
Malpas war bis weit ins 20. Jahrhundert hinein ein vorwiegend durch die Landwirtschaft, insbesondere Milchwirtschaft und Viehzucht, sowie durch die Forstwirtschaft geprägtes Dorf. Daneben gibt es heute einige Betriebe des lokalen Kleingewerbes, unter anderem eine Sägerei. Mittlerweile hat sich das Dorf auch zu einer Wohngemeinde gewandelt. Viele Erwerbstätige sind Wegpendler, die in den größeren Ortschaften der Umgebung ihrer Arbeit nachgehen.
Die Ortschaft liegt abseits der größeren Durchgangsstraßen an einer Departementsstraße, die von Labergement-Sainte-Marie nach Oye-et-Pallet führt. Weitere Straßenverbindungen bestehen mit Les Grangettes, Saint-Point-Lac, Vaux-et-Chantegrue und La Planée.